# Port lotniczy Kota Bahru
Port lotniczy Kota Bahru – port lotniczy położony 7 km na północny wschód od Kota Bahru, w stanie Kelantan, w Malezji. Otwarty we wrześniu 2002 nowy terminal o powierzchni 12 000 m² posiada trzy stanowiska do odprawy samolotów i jest w stanie obsłużyć 1,4 miliona pasażerów. Nowy terminal jest wyposażony w urządzenia i usługi, aby zaspokoić rosnący napływ turystów do Kelantan. W 2008 r. port obsłużył 836 tys. pasażerów i 57 tys. operacji lotniczych.

## Linie lotnicze i połączenia
- AirAsia (Kuala Lumpur)
- Malaysia Airlines (Kuala Lumpur)
- Firefly (Subang)
- Silverfly (Ipoh, Medan, Subang)